# Lunamatrona
Lunamatrona (sardisk: Lunamatròna) er en by og en kommune (comune) i provinsen Sud Sardegna i regionen Sardinien i Italien. Byen ligger i 168 meters højde og har 1.699 indbyggere (2016). Kommunen har et areal på 20,59 km² og grænser til kommunerne Collinas, Pauli Arbarei, Sanluri, Siddi, Villamar og Villanovaforru.